# Йоуп ван Неллен
Йоуп ван Неллен (Йоханнес Корнеліс «Йоуп» ван Неллен; Johannes Cornelis «Joop» van Nellen; 15 березня 1910 — 14 листопада 1992) — голландський футболіст, нападник, який грав за збірну Нідерландів на Чемпіонаті світу з футболу 1934 року.

## Загальна інформація
З 1928 по 1937 рік грав за клуб ДГК з міста Делфт. Був швидким форвардом з сильним ударом.
За збірну своєї країни провів 27 матчів, забив 7 голів.
Дебютний матч за збірну провів 2 грудня 1928 року у Мілані, де його команда програла збірній Італії. У своєму другому матчі, 17 березня 1929 року, зламав ногу. До збірної повернувся у листопаді 1930 року.
Зіграв один матч на Чемпіонаті світу з футболу 1934 року, в якому збірна Нідерландів поступилась збірній Швейцарії з рахунком 2:3 і вибула із змагань.
Останній матч за збірну зіграв 2 травня 1937 року в Роттердамі проти Бельгії, де його команда перемогла з рахунком 1:0.
Після закінчення кар'єри гравця працював у рідному клубі «DHC» Делфт («Delfia Hollandia Combinatie»), де був тренером, членом правління та почесним членом клубу. Деякий час тренував інші клуби: HVV Laakkwartier, Vitesse Delft та ін.